# 唐巴勒湖
唐巴勒湖，是一个位于中国新疆维吾尔自治区阿勒泰市的湖泊，面积约为2.4平方千米，属于西北诸河区。。唐巴勒湖原为一个内流湖，长4.8千米，平均宽0.5千米，最大宽0.9千米。1976年后被改造称一个大型平原水库－塘巴湖水库。